# Estação Taganskaia (linha Kolhtsevaia)
Taganskaia (em russo:  Таганская) é uma das estações da linha Kolhtsevaia (Linha 5) do Metro de Moscovo, na Rússia. Estação «Taganskaia» está localizada entre as estações «Paveletskaia» e «Kurskaia».
Em 2025, um monumento a Josef Estaline foi inaugurado na estação para assinalar o 90º aniversário do Metro de Moscovo. A escultura mostra Estaline rodeado de trabalhadores sorridentes e crianças com flores.